# Giải của Hội phê bình phim online cho kịch bản gốc hay nhất
Giải của Hội phê bình phim online cho kịch bản gốc hay nhất là một giải của Hội phê bình phim online dành cho kịch bản gốc của một phim, được bầu là hay nhất trong năm.
Dưới đây là danh sách các kịch bản gốc đoạt giải:

### Thập niên 1990
| Năm  | Kịch bản phim        | Tác giả         |
| ---- | -------------------- | --------------- |
| 1998 | The Truman Show      | Andrew Niccol   |
| 1999 | Being John Malkovich | Charlie Kaufman |

### Thập niên 2000
| Năm  | Kịch bản phim                            | Tác giả                       |
| ---- | ---------------------------------------- | ----------------------------- |
| 2000 | Không có thông tin                       | Không có thông tin            |
| 2001 | Mulholland Drive                         | David Lynch                   |
| 2001 | The Others                               | Alejandro Amenábar            |
| 2002 | Far from Heaven                          | Todd Haynes                   |
| 2003 | Lost in Translation                      | Sofia Coppola                 |
| 2004 | Eternal Sunshine of the Spotless Mind    | Charlie Kaufman               |
| 2005 | Good Night, and Good Luck.               | George Clooney & Grant Heslov |
| 2006 | Pan's Labyrinth (El laberinto del fauno) | Guillermo del Toro            |
| 2007 | Juno                                     | Diablo Cody                   |
| 2008 | WALL-E                                   | Jim Reardon & Andrew Stanton  |

Bản mẫu:Online Film Critics Society Awards